# Raphael Sadeler

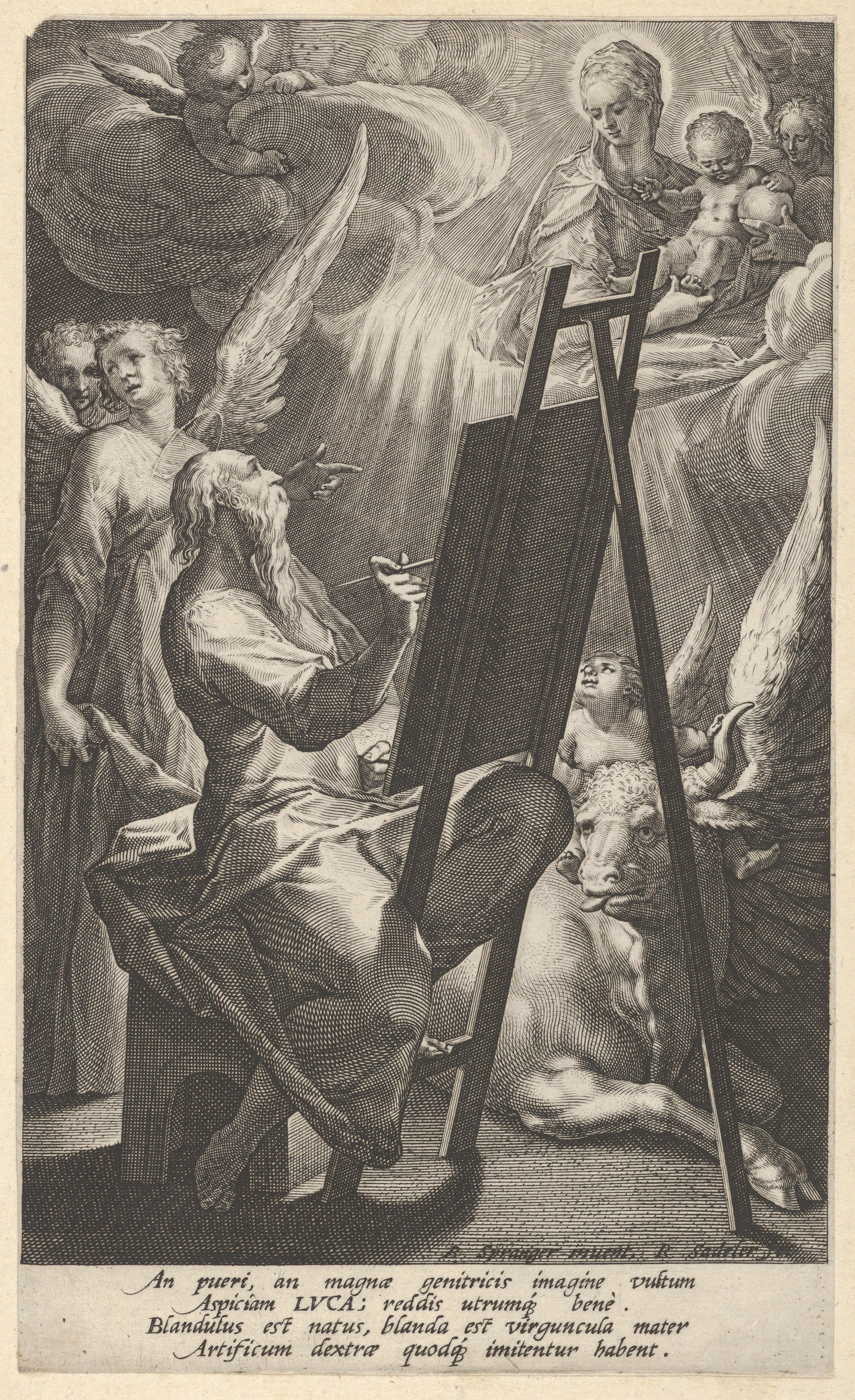
San Lucas retratando a la Virgen, aguafuerte y buril de Raphael Sadeler según Bartholomaeus Spranger. Metropolitan Museum.

Raphael Sadeler (Amberes, 1560/1561-Múnich, c. 1628/1632) fue un grabador, editor y comerciante de estampas flamenco.

## Biografía
Hijo de un damasquinador y hermano menor de Jan y Aegidius Sadeler I, llevó una vida paralela a la del primero de ellos, con quien se formó y firmó conjuntamente alguna estampa. En 1582 fue admitido como maestro en la guilda de San Lucas de Amberes. En compañía de su hermano Jan viajó a Colonia (1581 y 1591-1593) donde grabó el retrato del obispo Ernesto de Baviera, Fráncfort (1586-1588), cuya ciudadanía obtuvo en 1586, y Múnich, ciudad a la que estará estrechamente vinculado desde 1593. Hacia 1595 los hermanos viajaron a Verona y se instalaron en Venecia donde abrieron un taller de impresión dedicado principalmente al grabado de reproducción de obras de Tintoretto, Tiziano, Palma el Joven, Scarsellino (La Sagrada Familia con san Juan Bautista, dedicada al cardenal Bonifacio Bevilacqua y con privilegio papal), Jan van der Straet, Jan Kraek (Retrato ecuestre de Carlos-Manuel de Saboya), Jacopo Ligozzi (Ecce Homo, 1598) y otros, en especial, Jacopo Bassano, del que obtuvieron casi un monopolio para la reproducción de sus obras, gracias al cual será uno de los artistas mejor conocidos y más valorados fuera de Italia. El taller se benefició además del privilegio papal, merced al cual publicaron la serie de estampas de ermitaños de Martin de Vos, Oraculum Anachoreticum, en la que también participaron Adriaen Collaert y Cornelis Galle.

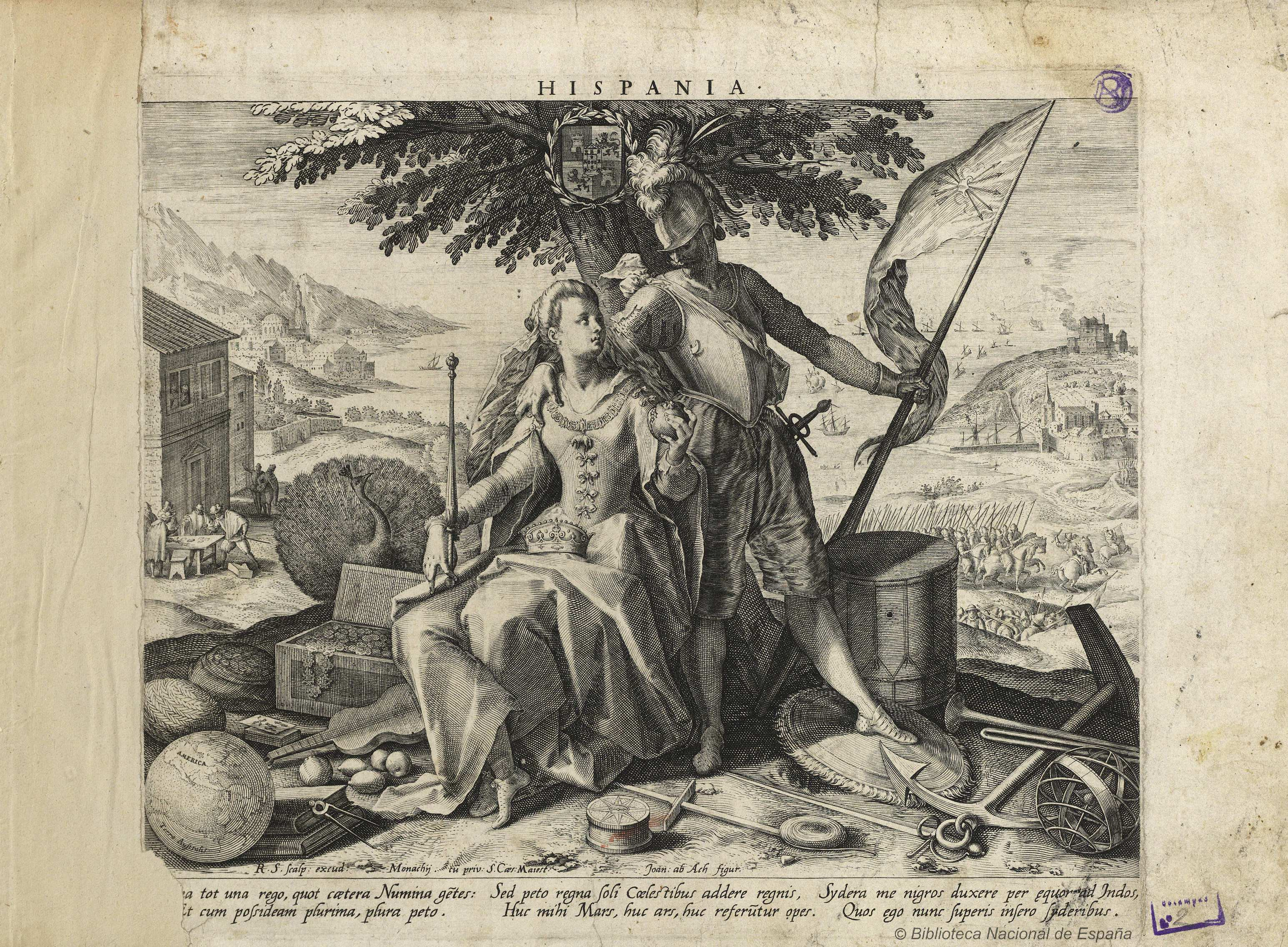
Hispania. Grabado de una serie de cuatro estampas dedicada a las naciones de Europa con la firma de Hans von Aachen como inventor, Jan Sadeler como grabador de las estampas dedicadas a Italia y Alemania, y Raphael Sadeler de las correspondientes a España y Francia, con dedicatoria a Abraham Ortelio a los pies de la alegoría de Italia: «Clariss et Doctiss viro Abrahamo Ortelio Geographo Regio, qvatvor evropa nationes. Joannes et Raphael Sadelerii authores, observant: ergo dedic». Biblioteca Nacional de España.

Tras la muerte de su hermano Jan, en 1600, incorporado su sobrino Justus Sadeler a la dirección del taller familiar y ante la insistencia del duque Maximiliano para que regresara a Baviera, donde la duquesa le quería emplear en las ilustraciones de Bavaria Sancta et Pia del padre Mathias Rader (colección de 124 estampas de santos bávaros impresa en cuatro volúmenes entre 1615-1627), en 1604 volvió a instalarse en Múnich con su esposa y su hijo Raphael Sadeler II, a pesar de alguna mala experiencia anterior por impagos del padre de Maximiliano, el duque Guillermo V de Baviera, sin perder el contacto con Venecia y sin dejar de imprimir por su propia cuenta libros y estampas sueltas de artistas tanto italianos como flamencos y alemanes.
Con problemas de vista, dejó de trabajar hacia 1622 y dos años después sufrió una hemorragia cerebral. Según la Biographie nationale de Belgique su larga y fecunda carrera artística habría terminado en Venecia en 1628 a causa de una apoplejía; según otras fuentes pudiera haber muerto en Múnich en torno a 1632. 